# سارية دوشنبه
سارية دوشنبه أو سارية العلم الوطني (بالطاجيكية: Боғи парчами Тоҷикистон ؛ بالروسية: Площадь государственного флага Душанбе) هي سارية علم تقع وسط مدينة دوشنبه عاصمة جمهورية طاجيكستان أمام قصر الأمم (دوشنبه) [الإنجليزية] حاملةً علم طاجيكستان. يبلغ ارتفاعها 165 مترًا، حيث كانت الأعلى في العالم وقت إنشائها عام 2011 حتى تشييد سارية العلم في جدة بطول 171 مترًا (561 قدمًا) في عام 2014، أما اليوم فهي ثالث أطول سارية علم في العالم. يبلغ طول علم طاجيكستان المحمول على السارية 30 م × 60 م (98 قدمًا × 197 قدمًا) ويزن 700 كجم (1540 رطلاً).

## التصميم
تم تصميم السارية بوسط مدينة دوشنبه، وتحديدًا في ساحة متحف طاجيكستان الوطني، حيث تجاوز ارتفاعها أمتار قليلة عن سابقتها الموجودة في مدينة باكو في أذربيجان، ولتدخل كتاب غينس للأرقام القياسية كأعلى سارية علم بالعالم لعدة أعوام. تحمل السارية علمًا بوزن 350 كغم، وبطول 60 متر وعرض 30 متر.

## وصلات خارجية
- صور لسارية دوشنبه من flickr

| السجلات                             | السجلات                                       | السجلات                    |
| ----------------------------------- | --------------------------------------------- | -------------------------- |
| سبقه · سارية العلم الوطني، أذربيجان | أعلى سارية علم بالعالم أيار 2011 - أيلول 2014 | تبعه · سارية جدة، السعودية |